# 스파티필룸속

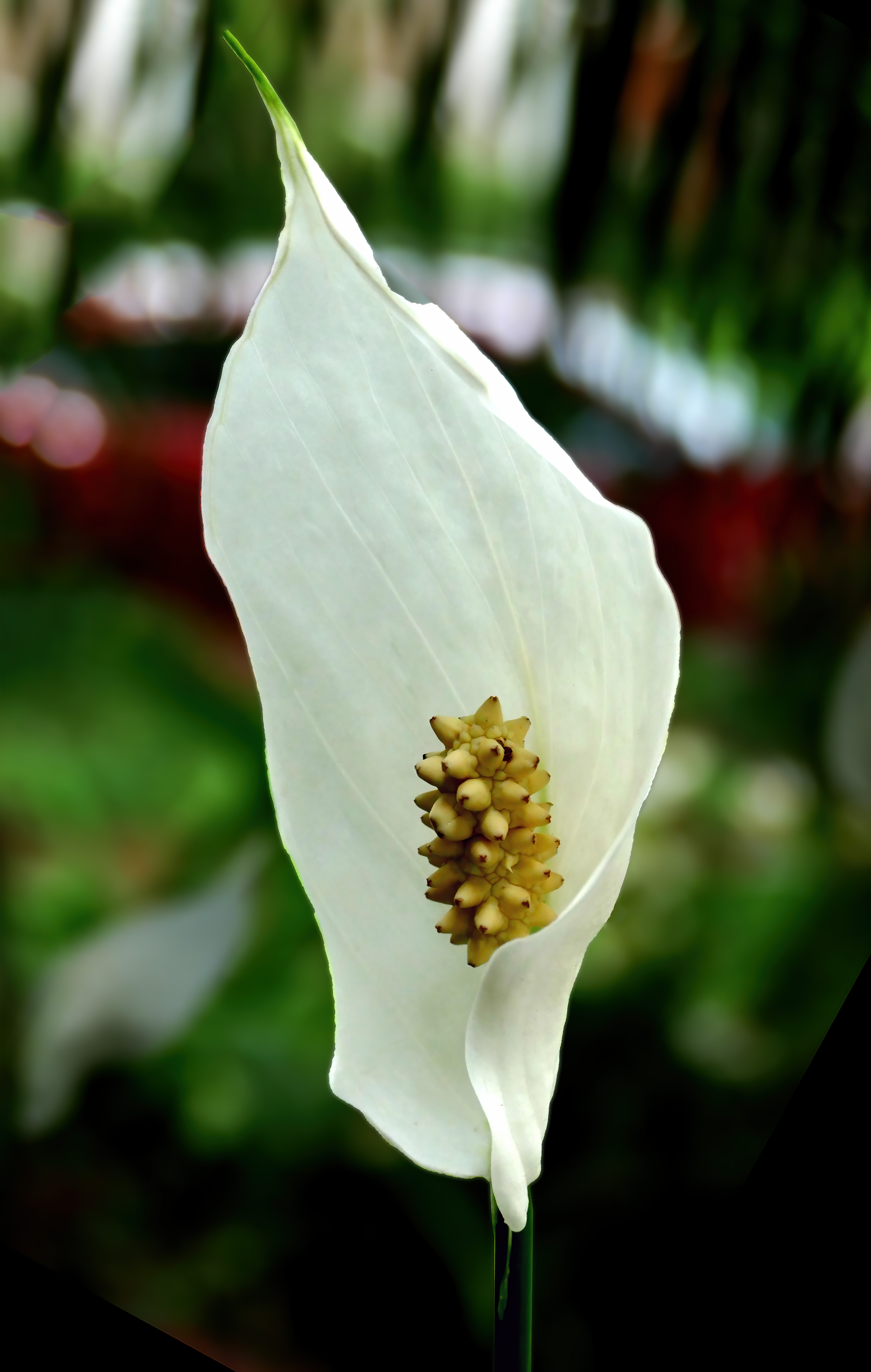
스파티필룸.

스파티필룸속(Spathiphyllum)은 천남성과에 속하는 약 40종의 외떡잎 속씨식물의 속으로, 아메리카와 동남아시아의 열대 지역에 분포해 있다.
상록 초본 여러해살이 식물로서, 12~65 센티미터 길이의 3~25 센티미터 너비의 큰 잎을 지니고 있다. 꽃은 꽃차례에서 나며 10 센티미터 길이의 희고 노랗고 녹색을 내는 불염포에 둘러싸여 있다. 이 식물은 생존을 위해 많은 양의 빛이나 물을 필요로 하지 않는다.

## 용어
이 종에 대한 Schott의 설명은 Spatha foliaris persistens를 가리키며, 여기에서 spatha는 불염포, foliaris는 잎, persistens는 지속성을, Phyllum은 또한 잎을 가리킨다.

### 동명
동명은 다음과 같다.
- Hydnostachyon Liebm.
- Massowia K.Koch
- Spathiphyllopsis Teijsm. & Binn.
- Amomophyllum Engl.
- Leucochlamys Poepp. ex Engl.

## 선정된 종
종은 다음을 포함한다:
- Spathiphyllum atrovirens
- Spathiphyllum bariense
- Spathiphyllum blandum
- Spathiphyllum brevirostre
- Spathiphyllum cannifolium
- Spathiphyllum cochlearispathum
- Spathiphyllum commutatum
- Spathiphyllum cuspidatum
- Spathiphyllum floribundum
(스파티필룸 플로리분둠)
- Spathiphyllum friedrichsthalii
- Spathiphyllum fulvovirens
- Spathiphyllum gardneri
- Spathiphyllum grandifolium
- Spathiphyllum jejunum
- Spathiphyllum juninense
- Spathiphyllum kalbreyeri
- Spathiphyllum kochii
- Spathiphyllum laeve
- Spathiphyllum lechlerianum
- Spathiphyllum maguirei
- Spathiphyllum mawarinumae
- Spathiphyllum monachinoi
- Spathiphyllum montanum
- Spathiphyllum neblinae
- Spathiphyllum patini
- Spathiphyllum perezii
- Spathiphyllum phryniifolium
- Spathiphyllum quindiuense
- Spathiphyllum silvicola
- Spathiphyllum solomonense
- Spathiphyllum wallisii
- Spathiphyllum wendlandii

경작된 잡종은 다음을 포함한다:
- Spathiphyllum × clevelandii

## 경작 및 이용
여러 종들은 실내 분재 화초로 대중화되어 있다. 그늘에서 잘 생존하며 햇빛이 그다지 필요하지 않으며 한 주에 약 한 차례 물을 주면 된다. 토양은 수분이 있는 것이 가장 좋지만 토양이 마를 때에만 수분을 공급해주어야 한다. NASA 공기 청정 연구는 스파티필룸이 벤젠과 폼알데하이드 등 특정한 환경 오염물이 포함된 실내 공기를 깨끗하게 해준다는 것을 발견하였다.

## 독성
스파티필룸은 인간과 동물이 섭취할 경우 약간의 독성이 있는 편이다.